# Kuchl
Kuchl település Ausztriában, Salzburg tartományban a Halleini járásban található. Területe 47,12 km², lakosainak száma 7 119 fő, népsűrűsége pedig 151 fő/km² (2016. január 1-jén). A település 468 méteres tengerszint feletti magasságban helyezkedik el.

## Fordítás
Ez a szócikk részben vagy egészben  a   Kuchl című német Wikipédia-szócikk ezen változatának fordításán alapul.  Az eredeti cikk szerkesztőit annak laptörténete sorolja fel. Ez a jelzés csupán a megfogalmazás eredetét és a szerzői jogokat jelzi, nem szolgál a cikkben szereplő információk forrásmegjelöléseként.